# Switched
Switched (ранее — Sw1tched) — американская ню-метал-группа из Кливленда, штат Огайо.

## История
Коллектив был сформирован в 1999 под названием Sw1tch. Группа давала концерты в Огайо и выпустила демо-альбом под названием «Fuckin' Demo». Песни "Anymore", "Wrongside", "Inside", "Darkening Days", "Last Chance" и "Skins" из демо были позднее включены в альбом «Subject to Change» 2002 года. Сам же демо-альбом был впоследствии переиздан в качестве второго диска альбома «Ghosts in the Machine» 2006 года.
Поскольку на тот момент уже существовала фанк-группа с названием Switch, музыкантам пришлось поменять название на "Sw1tched". Далее они заключают контракт с Immortal Records. После записи бас-партий к альбому «Subject to Change» басист Шон Мэй покинул группу по неизвестным причинам. Ему на смену пришёл Джейсон Френч.
Популярность Switched принесло участие в популярных фестивалях, таких как Ozzfest в 2002 году и Vans Warped Tour в 2001 и 2002 годах. Aльбом «Subject to Change», выпущенный на Immortal Records, имел более 100 тысяч продаж по миру.
В середине 2003 года группа разрывает контракт с Immortal Records и своими менеджерами. На смену Джейсону Френчу пришел Кори Лоуэри (бывший басист Stuck Mojo и Stereomud), но и он в конечном итоге покинул группу, чтобы присоединиться к Dark New Day. В процессе записи второго альбома группа планировала сменить имя на Sky Fall Down в связи со сменой стиля музыки. Но вместо этого коллектив ушёл в двухлетний отпуск, а часть участников сфокусировалась на сторонних проектах.
С помощью своего первого менеджера Тома Хазерта, который к тому времени стал президентом Corporate Punishment Records, группа вернулась в обновлённом составе и выпустила двойной альбом  «Ghosts in the Machine» 10 января 2006 года. Помимо раритетных демо-записей, релиз включал в себя 11 новых треков. После релиза Switched снова ушли в отпуск и с тех пор коллектив фактически остановил активность.

## Состав

### Последний состав
- Бен Шигель – вокал
- Брэдли Кошмит – гитара, вокал
- Джо Шигель – гитара
- Джошуа Янсен – басс
- Энджел Бартолотта – ударные

### Бывшие участники
- Кори Лоуэри – басс
- Крис Нельсон – гитара
- Джейсон Френч – басс
- Шон Мэй – басс
- Чад Шелига – ударные

## Дискография

### Студийные альбомы
- Subject to Change, 2002
- Ghosts in the Machine, 2006

### EP
- Spread Your E.P., 2001
- Inside, 2002